# کیا موتورز
کیا موتورز (به کره‌ای: 기아자동차) شرکت خودروسازی چندملیتی کره‌ای است که به‌عنوان زیرمجموعه‌ای از گروه هیوندای موتور (به کره‌ای: 현대) که بزرگترین سهام‌دار آن نیز به‌شمار می‌آید، فعالیت می‌کند. شرکت کیا موتورز، قدیمی‌ترین خودروساز کره جنوبی محسوب می‌شود. کیا در سال ۲۰۱۳ با تولید ۲٫۷۵ میلیون دستگاه خودرو، دومین خودروساز کره جنوبی شناخته شد. کیا موتورز هم‌اکنون دارای ۸ کارخانه تولیدی است که در کشورهای ایالات متحده آمریکا، چین، کره جنوبی، ویتنام و اسلواکی مستقر می‌باشند. دفتر مرکزی این شرکت در شهر سئول قرار دارد و سهام آن در بازار بورس کره دادوستد می‌شود.

## تاریخچه و فعالیت

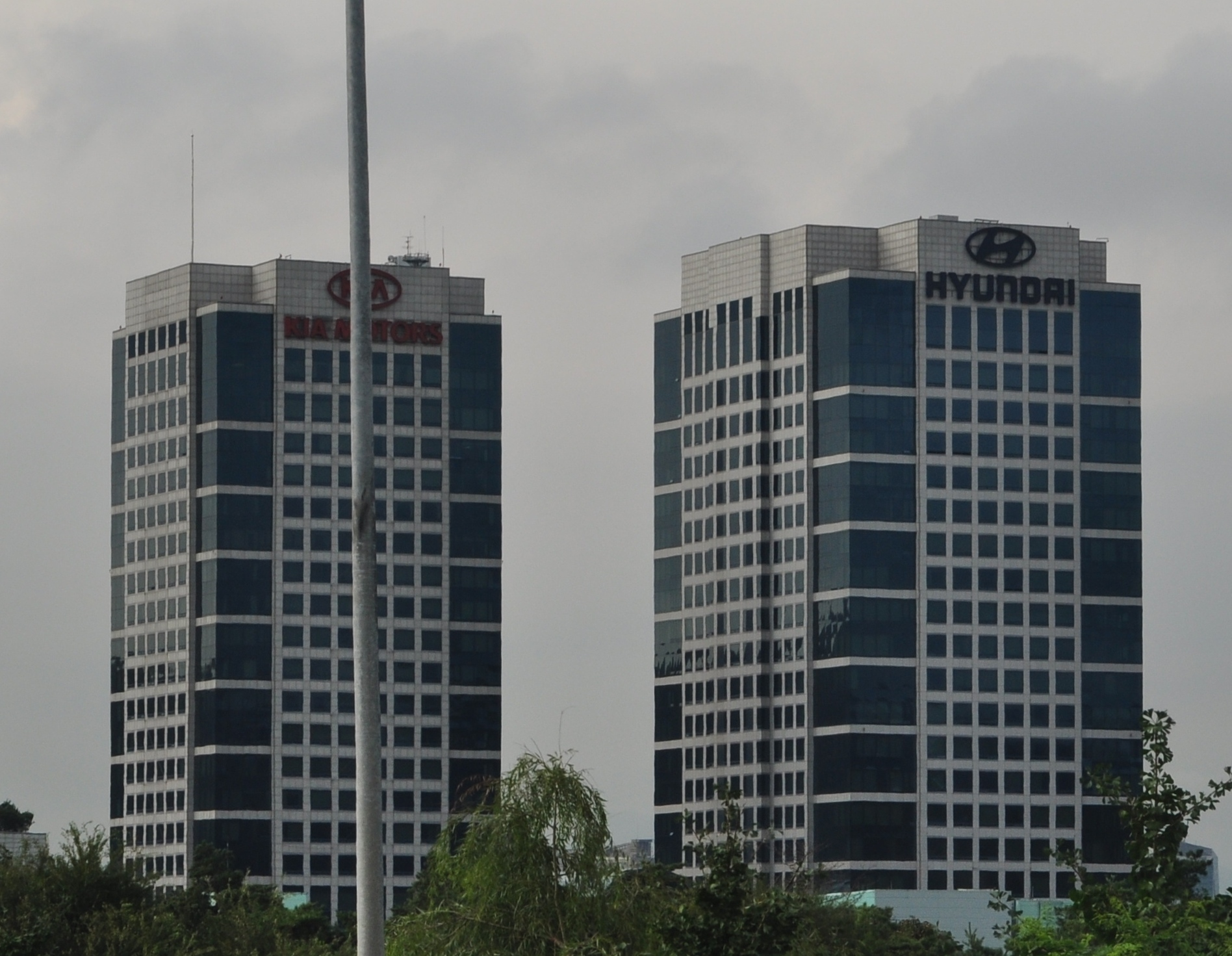
شرکت هیوندای موتور در کرهٔ‌جنوبی

شرکت کیا موتورز به‌عنوان قدیمی‌ترین شرکت خودروسازی کره‌ای، در سال ۱۹۴۴ با موضوع ساخت و تولید مفتول‌های فلزی و دوچرخه‌سازی، آغاز به کار نمود. در سال ۱۹۵۲، این شرکت نام خود را از «صنایع دقیق کیونگ سانگ» به کیا تغییر داد و چندی بعد آغاز به ساخت موتورسیکلت، کامیون و خودروی سواری کرد. در سال ۱۹۸۶ و با همکاری شرکت فورد، کیا موتورز آغاز به ساخت برخی از مدل‌های مزدا مانند مزدا فامیلا هم برای بازار داخلی و هم برای بازار خارجی (جهت صادرات) نمود. این مدل‌ها همچنین شامل کیا پراید (بر مبنای مدل مزدا ۱۲۱) و کیا آولا بودند، که در بازار آمریکای شمالی و استرالیا با نام‌های فورد فستیوا و فورد اسپایر به فروش رفت.
کیا موتورز که در سال ۱۹۸۶ تنها ۲۶ دستگاه خودرو تولید کرده بود، در سال ۱۹۸۷ در فاصله تنها یک سال، تولیدش را به ۹۵٫۰۰۰ دستگاه افزایش داد. در سال ۱۹۹۲، کیا موتورز آمریکا، در ایالات متحده آمریکا آغاز بکار نمود. نخستین خودروی دارای برند کیا، در ایالات متحده از طریق ۴ شعبه نمایندگی فروش در پورتلند، اورگن و در فوریه ۱۹۹۴ به‌فروش رفت. از آن زمان، کیا به صورتی روش‌مند فعالیت خود را توسعه داد. نمایندگی‌های فروش در سال ۱۹۹۴ مدل کیا سفیا این شرکت را به فروش رساندند و پس از مدتی، اندک خط تولید محصول این شرکت، از طریق مدل کیا اسپورتیج، شرکت گسترش یافت.
با این حال، ورشکستگی شرکت کیا در سال ۱۹۹۷؛ که در جریان بحران مالی آسیا رخ داد، موجب گردید که این شرکت توسط دیگر شرکت خودروساز کره‌ای، هیوندای موتور، در سال ۱۹۹۸ از طریق خرید سهام شرکت فورد، که در سال ۱۹۸۶ بخشی از سهام این شرکت را خریداری نموده بود، تصاحب گردد.
در سال ۱۹۹۸، شرکت کیا موتورز با مدیریت گروه هیوندای موتور، آغاز به صادرات خودروی کیا منتور نمود. این مدل از کیا رقیب مدل‌ها فورد اسکورت و اپل آسترا در بازار اروپا بود، که به جهت قیمت پائین، فروش نسبتاً خوبی در اروپا داشت. سپس در میانه دهه ۱۹۹۰ مدل هاچ‌بک منتور، با نام کیا شوما عرضه شد. تغییر ظاهری (فیس لیفت) که در سال ۱۹۹۹ صورت گرفت، کیا منتور را همچنان در رده سدان نگاه داشت.
کیا به بازار خودروهای خانوادگی، تا زمانی که کیا کردوس را تولید نمود، وارد نگردید. کردوس که ماشینی چهار در و در کلاس سدان بود، در سال ۱۹۹۹ ارائه شد. این خودرو اندازه مشابهی با فورد موندئو داشت، اما در هنگام ارائه آن به بازار از نظر اندازه، کوچکتر فورد فوکوس بود. این خودرو دارای تزئینات داخلی ویژه، محفظه صندوق عقب بزرگ، قیمت رقابتی و سطوح بالای تجهیزات بود، اما جذابیت کمتری برای بازارهای جهانی داشت.
خودروی جانشین کیا برای کردوس، یعنی کیا مجنتیس در سال ۲۰۰۱ نتوانست محبوبیت کیا کردوس را احیا کند. کیا در سال ۱۹۹۹ با خودروی کیا سدونا وارد بازار خودروهای ام‌پی‌وی شد. در زمان ارائه این خودرو به بازار، ارزان‌ترین خودرو در مقایسه با دیگر خودروهای کلاس ام‌پی‌وی در بریتانیا شناخته شد.
این مدل‌ها تا سال ۲۰۰۴ که مدل کیا سراتو به بازار عرضه شد، به فروش رفت و همین امر سبب گردید تا شرکت کیا موتورز، به‌عنوان یکی از خودروسازان جدی، وارد عرصه رقابت گردد. خودروی اس‌یووی کیا اسپورتیج در سرتاسر اروپا عمومیت پیدا کرد، اما از سال ۲۰۰۲ بود که کیا فروش بیشتری را از طریق عرضه مدل کیا سورنتو در بازار بدست آورد. گسترش در جهان کیا موتورز دارای سه واحد تولیدی در کره جنوبی و یک کارخانه در کشور اسلواکی، دو کارخانه در چین و یک شاخه آمریکایی به نام کیا موتورز آمریکا می‌باشد، که در ۲۰ اکتبر ۲۰۰۶ به‌عنوان نخستین کارخانه مونتاژ محصولات کیا در وست پوینت ایالت جورجیا با هزینه‌ای بالغ بر یک میلیارد دلار افتتاح گردید. این خودروساز از سال ۲۰۰۵، تمرکز ویژه‌ای بر بازار اروپا داشته و فروش محصولاتش از مرز یک میلیون دستگاه گذشته‌است. شرکت خودروسازی کیا موتورز در سال ۲۰۱۳ با تولید ۲٫۷۵ میلیون دستگاه خودرو به‌عنوان دومین خودروساز کره جنوبی شناخته شد. کیا فعالیت خود را بر اساس ارتقا کیفیت به پیش برد و در سال ۲۰۱۶ به‌عنوان قابل اطمینان‌ترین خودرو در کشور ایالات متحده آمریکا توسط جی دی پاور و شرکا در رتبه نخست قرار گرفت. این کمپانی در سال ۲۰۱۹ کیا تلوراید را به بازار عرضه کرد. کیا تلوراید با رای ۸۶ داور از ۲۴ کشور به عنوان بهترین خودرو سال ۲۰۲۰ یا همان خودروی سال جهان انتخاب شد. کیا تلوراید از زمان معرفی خود با تحسین شدید منتقدان روبرو شده‌است. این خودرو همچنین جایزه بهترین شاسی بلند سال آمریکای شمالی و خودروی برتر کانسیومر ریپورتس را نیز کسب کرده‌است. خریداران به قدری به این خودرو علاقه داشته‌اند که کیا مجبور به افزایش تولید آن شده‌است.
کیا در سال ۲۰۲۰ اعلام کرد که اولین محصول برقی خود یعنی کیا ئی‌وی۶ را به بازار عرضه خواهد کرد. ئی‌وی۶ اولین خودروی باتری الکتریک کمپانی کیا است که زبان طراحی جدیدی را نیز به همراه دارد. در مراسم انتخاب خودروی سال اروپا ۲۰۲۲، کیا ئی‌وی۶ موفق شد تا نظر مساعد اکثر خبرنگاران ۲۳ کشور اروپایی را جلب کند و به عنوان بهترین خودرو سال قاره سبز یعنی اروپا انتخاب شود.

## خودروهای تولیدی کیا موتورز
| سواری (سدان، هاج بک و لیفت‌بک) | کراس اوور و شاسی بلند  | هیبریدی و برقی                    | ون، اتوبوس و کامیونت | خارج شده از تولید               |
| ----------------------------- | ---------------------- | --------------------------------- | -------------------- | ------------------------------- |
| پیکانتو                       | سول                    | سید هیبریدی                       | ون پرگیو             | کیا بریسا (مونتاژی مزدا فامیلا) |
| ریو                           | نیرو                   | نیرو پلاگین هیبریدی               | ون کارنیوال (سدونا)  | بریسا۲(مونتاژ مزدا گرند فامیلا) |
| ری                            | استونیک                | ری هیبریدی (ویژه بازار کره جنوبی) | کامیونت بونگو        | پراید (مونتاژی فورد فستیوا)     |
| سید                           | سلتوس (ویژه بازار هند) | سول برقی                          | اتوبوس گرن بیرد      | کونکورد                         |
| ونگا                          | اسپورتیج               | اپتیما هیبریدی                    |                      | سفیا                            |
| پیگاس (ویژه بازار چین)        | سورنتو                 | اپتیما پلاگین هیبریدی             |                      | کردوس                           |
| کارنز                         | موهاوی                 |                                   |                      | رتونا                           |
| سراتو (فورتی)                 | تلوراید                |                                   |                      | مینی بوس کومبی                  |
| کی۴ (ویژه بازار چین)          | کی‌ایکس۷                |                                   |                      | اسپکترا                         |
| اپتیما                        | سونت                   |                                   |                      | اپیروس                          |
| استینگر                       | استونیک                |                                   |                      | پرگیو                           |
| کادنزا                        |                        |                                   |                      | آتوس                            |
| کی۸                           |                        |                                   |                      |                                 |
| کوریس (کی۹)                   |                        |                                   |                      |                                 |

## کیا موتورز آمریکا

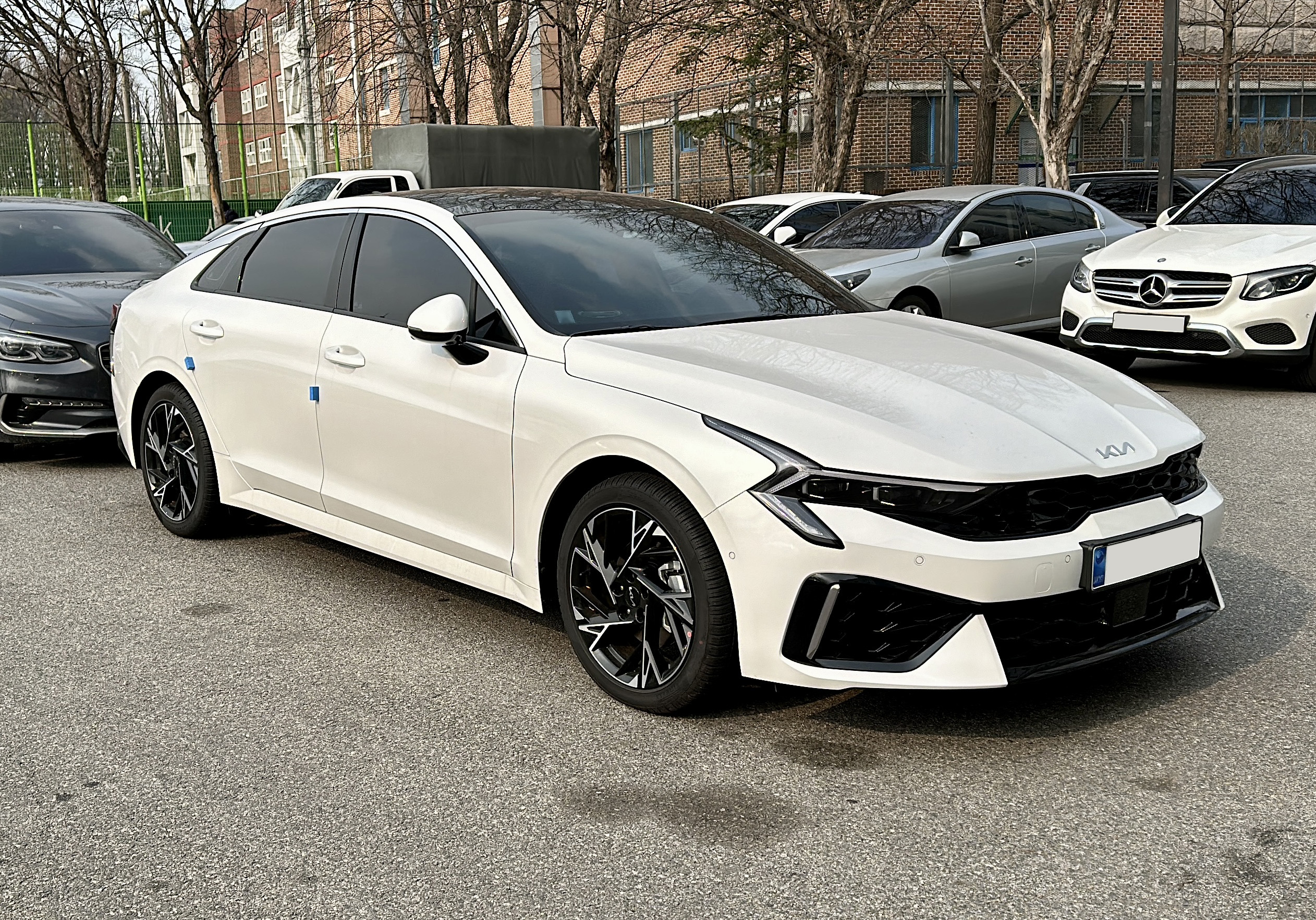
کیا اپتیما (کی۵)

کیا موتورز آمریکا بازوی فروش، بازاریابی و توزیع محصولات شرکت کیا موتورز، در ایالات متحده است. این شعبه از شرکت کیا، دامنه کاملی از خطوط تولید محصولات خود را، از طریق شبکه‌ای از ۶۴۰ نمایندگی فروش در ایالات متحده عرضه می‌کند. در سال ۲۰۰۸ کیا موتورز آمریکا، رکورد فروش خود را برای چهاردهمین سال متوالی، در رشد سهم بازار در ایالات متحده شکست.

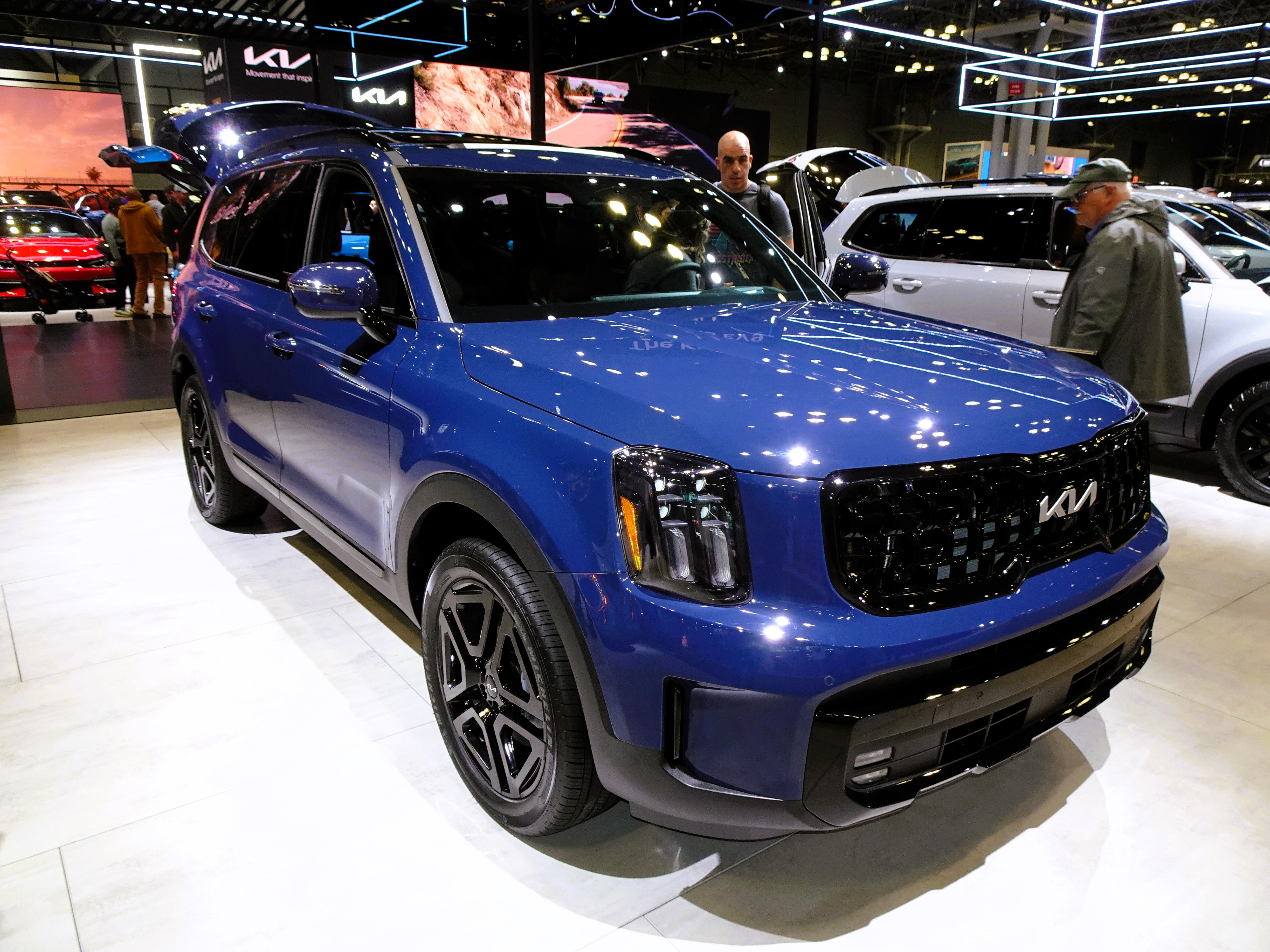
کیا تلوراید

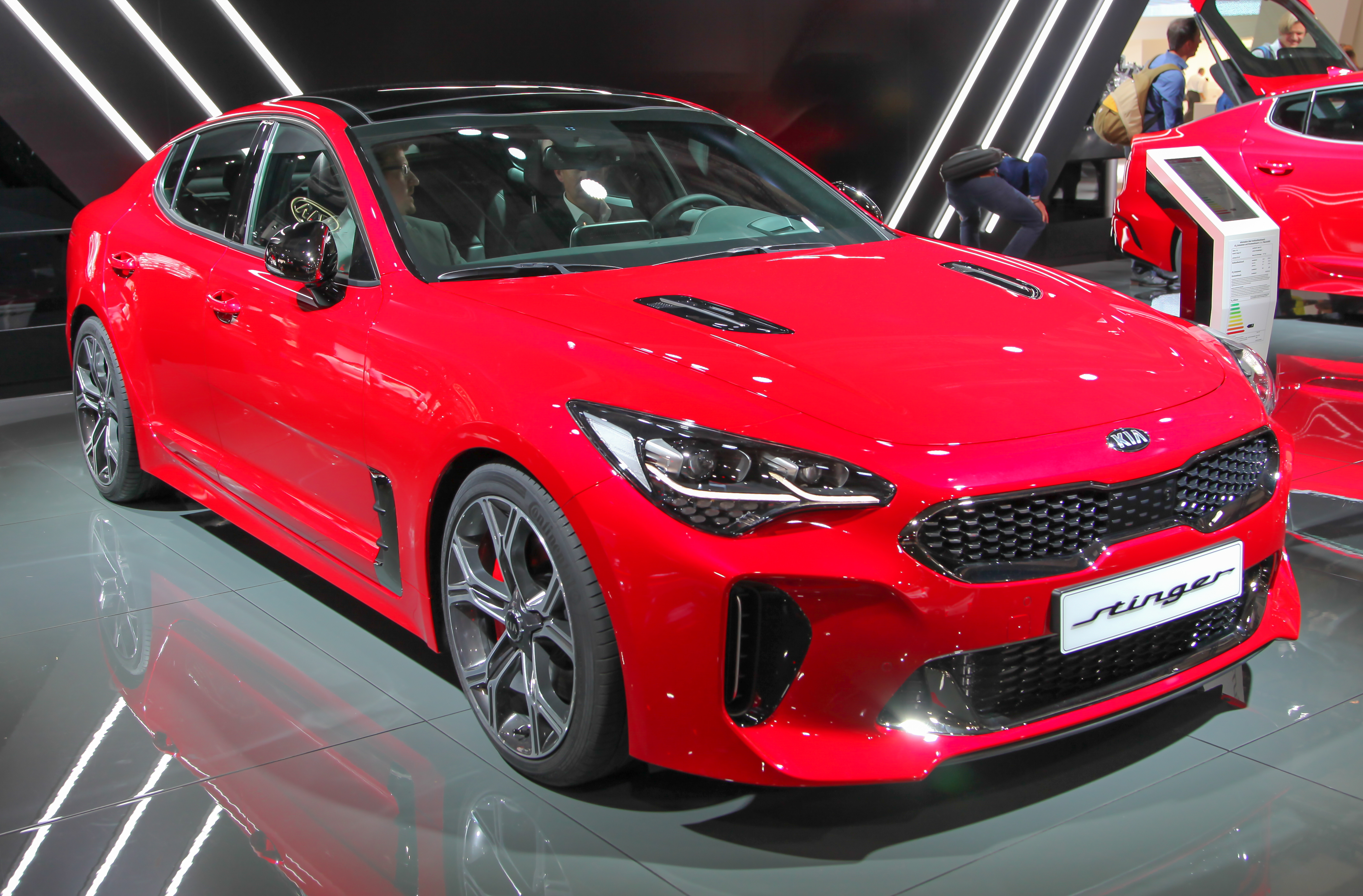
کیا استینگر

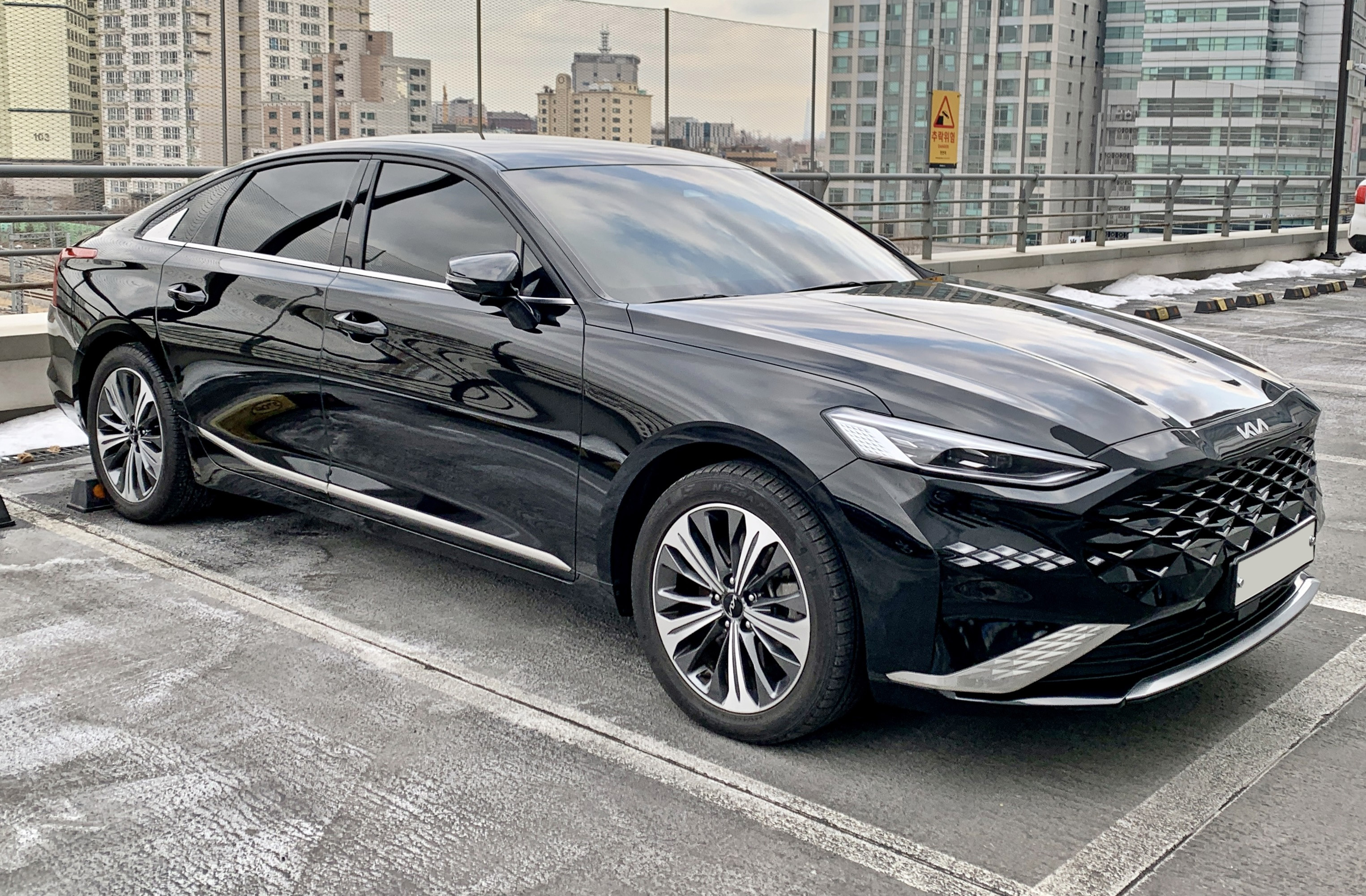
کیا کی۸

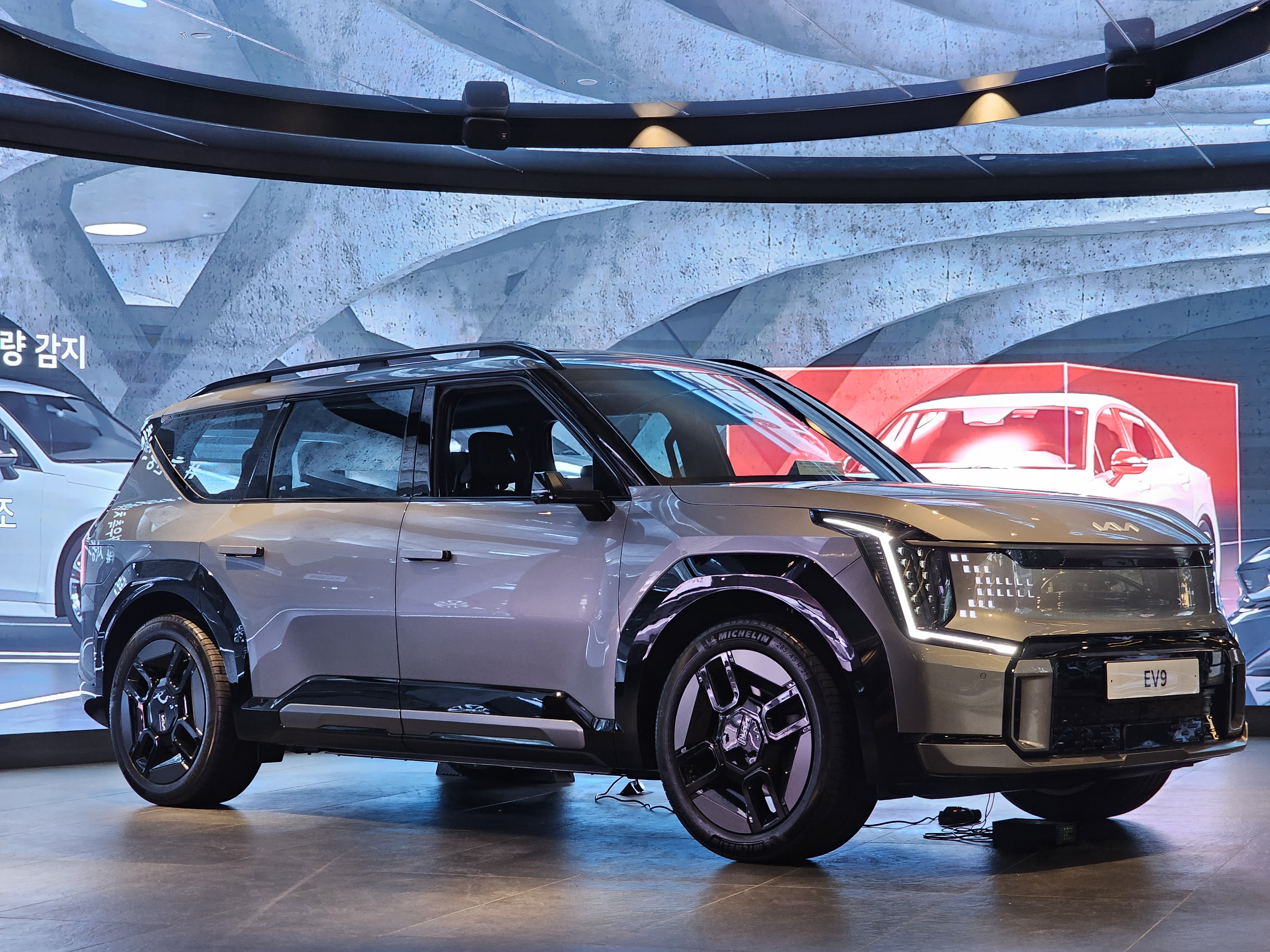
کیا اوی ناین

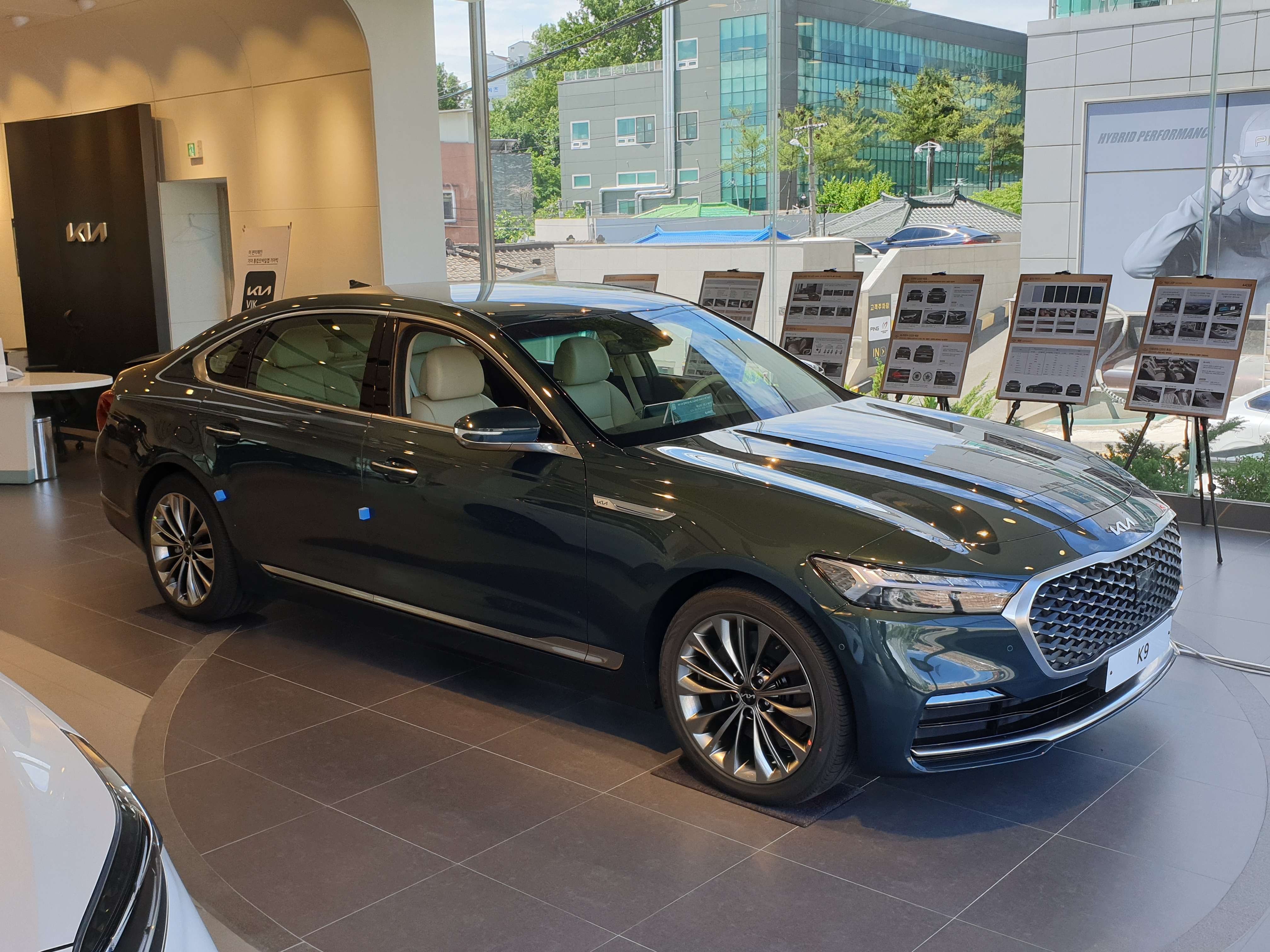
کیا کی۹

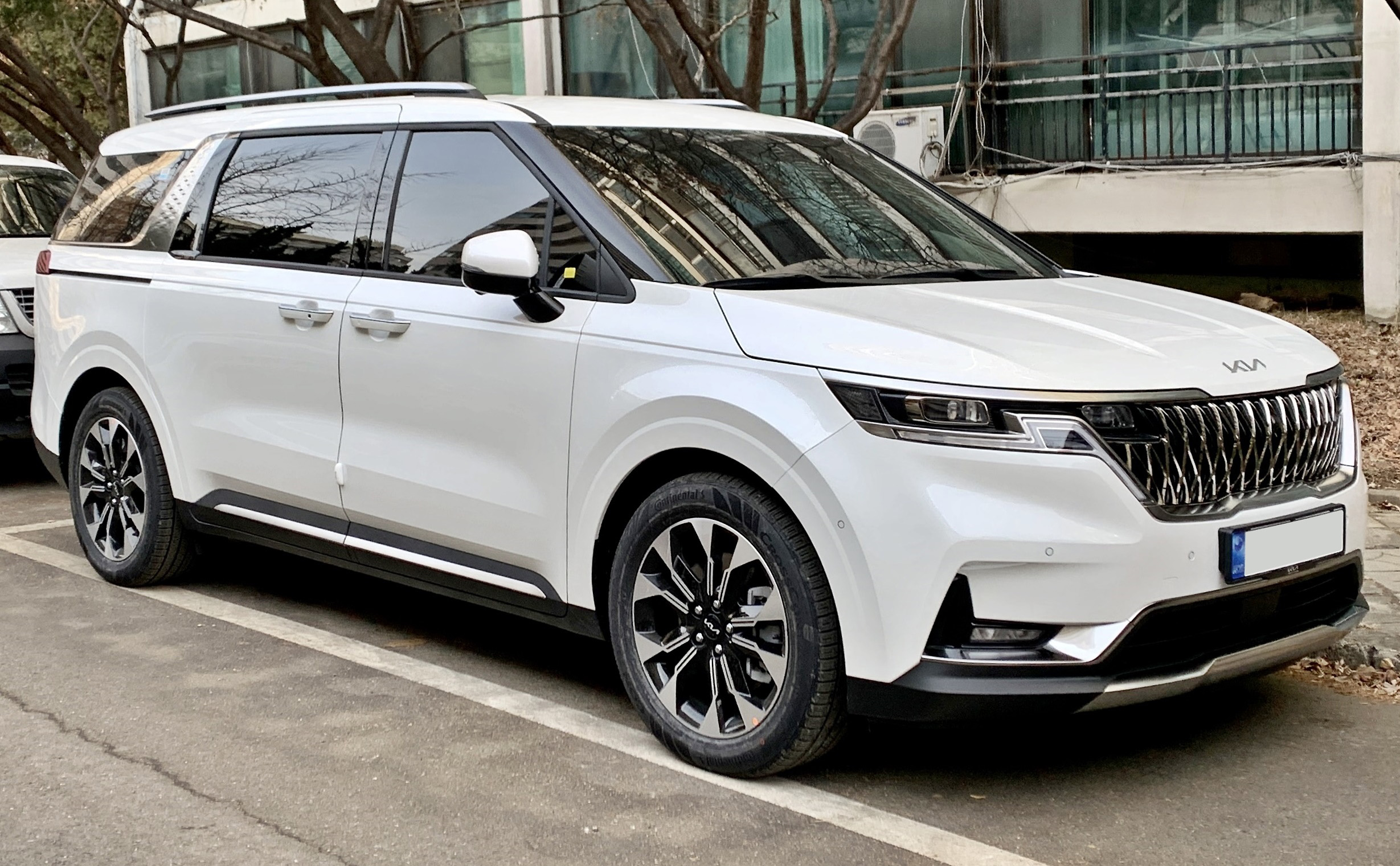
کیا کارنیوال

در آمریکا سه خودروی کی۵، کی۷ و اسپورتیج برنده جایزه رضایتمندی ۲۰۱۷ آتوپاسیفیک شدند. سدان کی۵ که در آمریکا اپتیما نامیده می‌شود، برای دومین سال متوالی به‌عنوان بهترین خودروی سایز متوسط انتخاب شد. سدان کی۷ که در آمریکا کادنزا نام دارد، به‌عنوان بهترین خودرو در کلاس خودروهای سواری بزرگ انتخاب شد. اسپورتیج نیز عنوان بهترین شاسی‌بلند سایز متوسط را به خود اختصاص داد. مرکز پژوهشی آتوپاسیفیک هر ساله خودروها را براساس میزان رضایت مالکان از خودروهای جدیدشان رتبه‌بندی می‌کند. کیا در چهار سال متوالی جایزه خودرو بین‌المللی و جایزه برند برتر خودروسازی وارداتی به آمریکا را دریافت نمود. شرکت کیا موتورز آمریکا اعلام کرد در دسامبر ۲۰۲۰ موفق شده ۵۹،۷۶۴ دستگاه خودرو بفروشد که نسبت به مدت مشابه در سال گذشته ۴.۹ درصد افزایش یافته است. در مجموع، کیا در سال ۲۰۲۰ توانسته ۶۰۶،۱۰۵ در ایالات‌متحده به فروش برساند، که شاسی بلندهای سول، سلتوس، اسپورتیج، سورنتو، تلوراید و سدونا ۶۲ درصد از حجم فروش سالانه این شرکت را تشکیل می‌دهند.

## کیا موتورز اروپا
از سال ۱۹۹۵ تا ۱۹۹۹ شرکت کیاموتورز آغاز به ساخت فرمان سمت راست، به‌همراه فرمان‌های سمت چپ، در واحد تولیدی خود، در کارمان، آلمان نمود. از سال ۱۹۹۹ تا زمان توقف آن در سال ۲۰۰۳ تمامی مدل‌های کیا اسپورتیج فروخته شده در اروپا، در کارخانه کیا موتورز آلمان، تولید می‌شد. در سال ۲۰۰۳ بار دیگر خط تولید مدل اسپورتیج، به کره جنوبی منتقل شد.
کیا صادرات خودرو به اروپا را از ابتدای سال ۱۹۹۱ با خودروی مینی کیا پراید، آغاز نمود. آغاز فروش این محصول در اروپا با استقبال روبرو شد، تا اینکه در پایان دهه ۱۹۹۰ میلادی، با کاهش تقاضای این مدل، در نهایت به توقف کامل خط تولید مدل پراید، در ماه مه ۲۰۰۰ گردید. خودروی کیا ریو نیز همچون پراید، از سال ۲۰۰۱، از خط تولید محصولات کیا موتورز خارج شد.
سال ۲۰۰۴ شاهد ورود کیا پیکانتو به‌عنوان خودروی شهری به اروپا بود که به صورت مشخص در نمایشگاه خودرو ژنو نمایش داده شده بود. این خودرو اثبات نمود که کیا در زمینه ارائه محصول به خریداران اروپایی که به بودجه خود برای خرید ماشین توجه دارند، موفق بوده‌است. تا سال ۲۰۰۷ کیا پیشینه شانزده سال‌های در زمینه صادرات خودرو به اروپا داشته‌است. در هنگام ورود به بازار اروپا، تنها یک مدل فروخته شده بود. دامنه مدل‌های قابل فروش در اروپا به‌تدریج فراخ‌تر شد، به‌گونه‌ای که هم اکنون در هر یک از بخش‌های بازار، به غیر از بازار خودروهای لوکس و اسپورت، به رقیبی جدی برای شرکت‌های دیگر تبدیل شده‌است.

## ریشه نام
شرکت کیاموتورز پس از آغاز فعالیت خود در سال ۱۹۴۴ به‌عنوان یک کارگاه تولیدی قطعات دست‌ساز دوچرخه واقع در حومه شهر سئول کره جنوبی، در شش دهه گذشته توانسته‌ است به‌ عنوان نیروی محرکه وسیله نقلیه موتوری کره‌ای با ادعای «تولید نخستین خودرو کشور» همچنین «صادرات نخستین خودرو از کره» پدیدار شود.
نام «کیا» برخاسته از نامی چینی-کره ای است که شامل کلمه «کی» (برآمدن) و «آ» (به معنای آسیا) است. به اختصار نام این شرکت معنای «برآمده از آسیا» را القا می‌کند.

## گسترش در جهان
کیا موتورز دارای سه واحد تولیدی در کره جنوبی و یک کارخانه در کشور اسلواکی، دو کارخانه در چین و یک شاخه آمریکایی به نام «کیا موتورز آمریکا» می‌باشد، که در ۲۰ اکتبر ۲۰۰۶ به‌عنوان نخستین کارخانه مونتاژ محصولات کیا در وست پوینت ایالت جورجیا با هزینه‌ای بالغ بر یک میلیارد دلار افتتاح گردید.
از سال ۲۰۰۵، کیا تمرکز ویژه‌ای بر بازار اروپا داشته و فروش محصولاتش از مرز یک میلیون دستگاه گذشته‌است و کیا موتورز هم‌اکنون رو به توسعه‌ترین خودروساز در آن قاره می‌باشد و این تنها یکی از موفقیت‌های این شرکت با سابقه در بازار اروپا است.

## کیفیت
در سال ۲۰۱۶ و ۲۰۱۸ مؤسسه جی‌دی پاورز آمریکا با بررسی عیوب و نواقص خودروها در ۶ ماه اول پس از تولید به امتیازبندی آن‌ها می‌پردازد و هر خودرویی که امتیاز کمتری دریافت کند به معنای عیب و نقص کمتر می‌باشد. در این میان برند کیا موتورز که یک برند کره‌ای می‌باشد با داشتن ۸۳ امتیاز منفی بهترین و با کیفیت‌ترین خودروساز شناخته شد که بر اساس این نظرسنجی کیفیت خودروهای تولیدی این شرکت از لحاظ دوام قطعات از پورشه و بی ام و و لکسوس و کادیلاک هم بالاتر می‌باشد. موسسه جی دی پاورز با بررسی عیوب و نواقص خودروها در ۹۰ روز اول پس از تولید به امتیازبندی آن‌ها میپردازد و هر خودرویی که امتیاز کمتری دریافت کند به معنای عیب و نقص کمتر میباشد. در سال ۲۰۲۰ نیز مؤسسه جی‌دی پاورز آمریکا دو شرکت داج و کیا را به‌عنوان با کیفیت ترین برندهای خودروساز معرفی کرد. در سال ۲۰۲۰ کیا تلوراید  در رقابت با خودروهایی همچون پورشه تایکان با رای ۸۶ داور از ۲۴ کشور در فستیوال انتخاب بهترین ماشین سال ۲۰۲۰، به‌عنوان بهترین خودروی سال جهان انتخاب شد.

## کیا موتورز در ایران

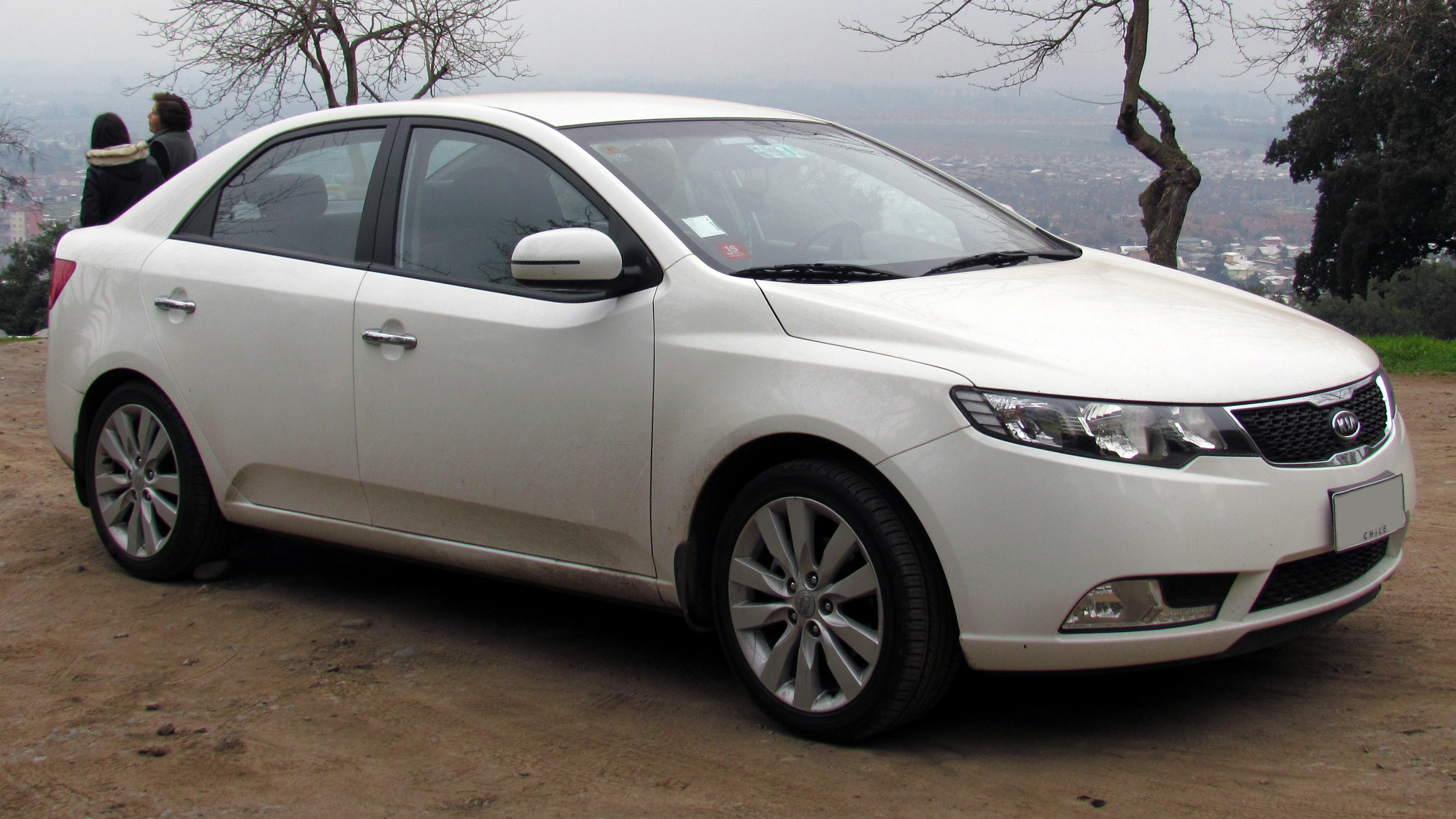
سراتو

حضور کیا در ایران به اوایل دهه هفتاد و معرفی پراید به بازار ایران باز می‌گردد. هم‌اکنون خودروهای کیا موتورز توسط شرکت کوشا خودرو وارد ایران می‌شود و همچنین سه عدد از محصولات کیا موتورز مانند کیا سراتو تولید داخلی آن نیز وجود دارد که توسط گروه خودروسازی سایپا انجام می‌گیرد. سراتو، پراید و ریو سه محصول پرفروش کیا موتورز در ایران بودند که تولیدشان متوقف شده است.

## حمایت‌های مالی
شرکت کیا موتورز فعالیت گسترده‌ای در بخش سرمایه‌گذاری و اسپانسری ورزشی دارد. این شرکت حامی مالی اشخاص، مسابقات ورزشی یا باشگاه‌های زیر می‌باشد.

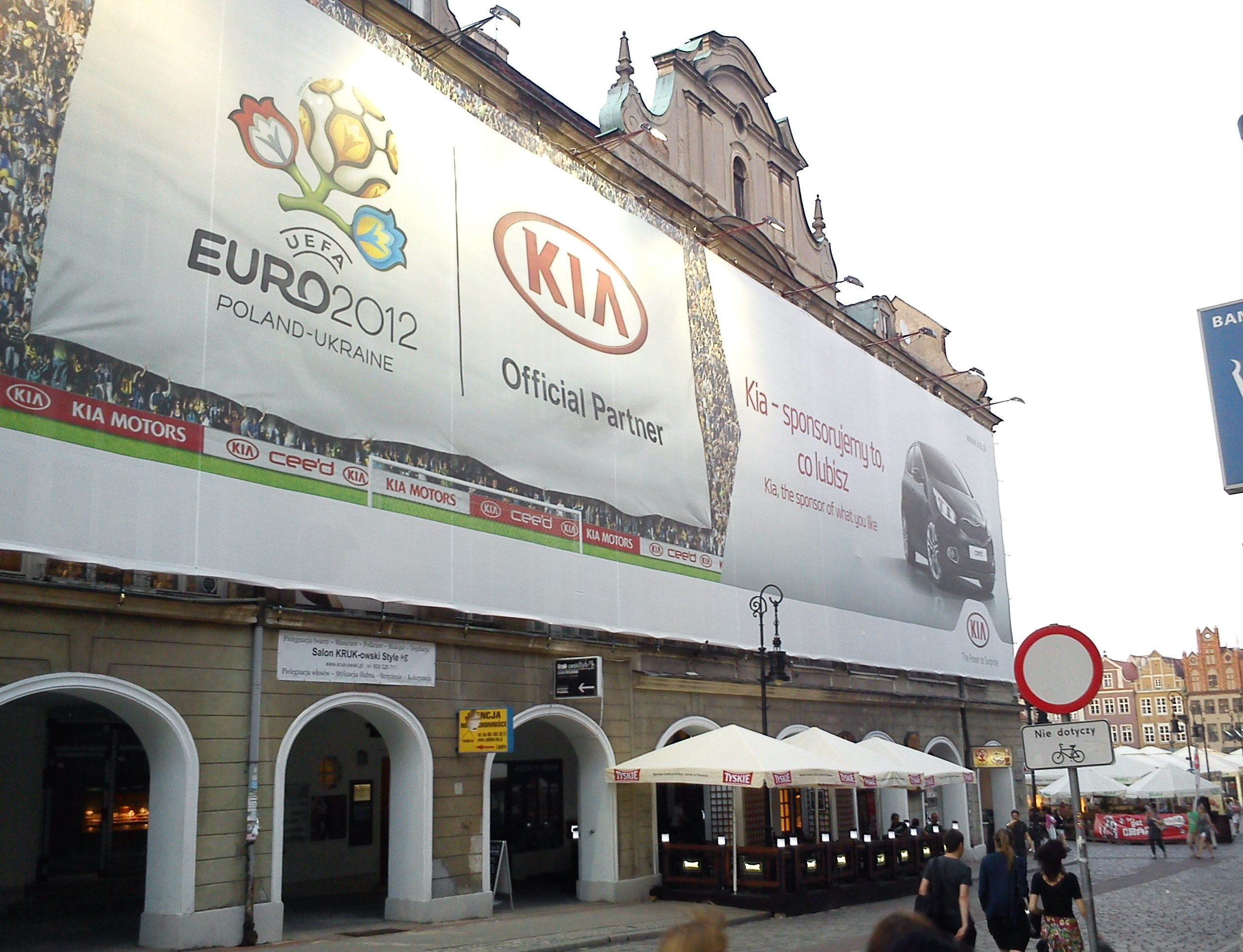
جام ملت‌های اروپا ۲۰۱۲

| انجمن‌های ورزشی                 | رویدادهای ورزشی             | تیم‌های ورزشی                       | ورزشکاران         |
| ------------------------------ | --------------------------- | ---------------------------------- | ----------------- |
| فیفا                           | جام جهانی تیراندازی با کمان | آتلانتا فالکونز                    | رافائل نادال      |
| یوفا                           | بازی‌های آسیایی              | باشگاه فوتبال بوستون یونایتد       | رایان فورد        |
| لیگ آ س ب                      | تنیس آزاد استرالیا          | کانتربوری بولدالگ                  | فرناندو گونزالس   |
| اتحادیه ملی بسکتبال (ان بی ای) | جام حذفی فوتبال برزیل       | تیم کریکت زنان انگلستان            | بدر هاری          |
| اتحادیه ملی بسکتبال زنان       | کوپا آمریکا                 | باشگاه فوتبال اسدند                | لبران جیمز        |
|                                | جام بسکتبال آسیا            | باشگاه فوتبال بوردو                | بلیک گریفین       |
|                                | جام جهانی فوتبال            | تیم ملی فوتبال فیلیپین             | لی سانگ هوا       |
|                                | لیگ گلف                     | باشگاه فوتبال اتلتیکو مادرید       | یولیا لیپنیتسکایا |
|                                | کیا لوتوس ریس               | باشگاه والیبال کیا فورته           | عالیه مصطفینا     |
|                                | فستیوال سرعت کره جنوبی      | کیا تایگرز                         | ویکتوریا کوموا    |
|                                | جام ملت‌های اروپا            | تیم ملی فوتبال مالت                | مانی پاکیائو      |
|                                | یونیورسیاد                  | باشگاه فوتبال اسپارتاک مسکو        | آدلینا سوتنیکووا  |
|                                | بازی‌های ایکس                | باشگاه فوتبال اسپارتاک مسکو        | میشل وی           |
|                                |                             | تیم ملی فوتبال اسلواکی             |                   |
|                                |                             | تیم ملی اسکیت سرعت کره جنوبی       |                   |
|                                |                             | باشگاه کریکت شهرستان سورری         |                   |
|                                |                             | باشگاه فوتبال تورنتو               |                   |
|                                |                             | باشگاه فوتبال ویتوریا ستوبال       |                   |
|                                |                             | وایکاتو                            |                   |
|                                |                             | آکادمی اسکیت سرعت کیا              |                   |
|                                |                             | باشگاه فوتبال استوا بخارست         |                   |
|                                |                             | باشگاه والیبال آ. اس. کن           |                   |
|                                |                             | چئونان هیوندای کاپیتال اسکای واکرز |                   |

| بازیگران      | خواننده‌ها   | رویدادهای موسیقی         | رویدادهای خیریه | سرگرمی                  | سالن رویدادها       |
| ------------- | ----------- | ------------------------ | --------------- | ----------------------- | ------------------- |
| پیرس برازنان  | چیز برایانت | کنسرت موسیقی استرالیا    | دی‌سی کامیکس     | تبت                     | کیا تیاتر (فیلیپین) |
| لارنس فیشبرن  | ماتیو کوما  | تور وارپد ون             |                 | مردان ایکس (مجموعه‌فیلم) |                     |
| کریستوفر واکن | مستروایوز   | جوایز موسیقی یوتیوب ۲۰۱۳ | گروه ویزر       |                         |                     |